# Клоувердейл (Міссісіпі)
Клоувердейл (англ. Cloverdale) — переписна місцевість (CDP) в США, в окрузі Адамс штату Міссісіпі. Населення — 557 осіб (2020).

## Географія
Клоувердейл розташований за координатами 31°29′45″ пн. ш. 91°24′55″ зх. д. / 31.49583° пн. ш. 91.41528° зх. д. (31.495924, -91.415194).  За даними Бюро перепису населення США в 2010 році переписна місцевість мала площу 2,95 км², уся площа — суходіл.

## Демографія
Згідно з переписом 2010 року, у переписній місцевості мешкало 645 осіб у 269 домогосподарствах у складі 177 родин. Густота населення становила 219 осіб/км².  Було 301 помешкання (102/км²).
Расовий склад населення:
| - 64,3 % — чорних або афроамериканців - 34,0 % — білих - 0,2 % — корінних американців |

До двох чи більше рас належало 1,4 %. Частка іспаномовних становила 0,5 % від усіх жителів.
За віковим діапазоном населення розподілялося таким чином: 21,2 % — особи молодші 18 років, 59,3 % — особи у віці 18—64 років, 19,5 % — особи у віці 65 років та старші. Медіана віку мешканця становила 45,1 року. На 100 осіб жіночої статі у переписній місцевості припадало 100,9 чоловіків;  на 100 жінок у віці від 18 років та старших — 98,4 чоловіків також старших 18 років.
Середній дохід на одне домашнє господарство  становив 36 079 доларів США (медіана — 33 333), а середній дохід на одну сім'ю — 37 901 долар (медіана — 26 875). За межею бідності перебувало 33,1 % осіб, у тому числі 83,2 % дітей у віці до 18 років та 9,4 % осіб у віці 65 років та старших.
Цивільне працевлаштоване населення становило 394 особи. Основні галузі зайнятості: роздрібна торгівля — 25,4 %, будівництво — 17,3 %, освіта, охорона здоров'я та соціальна допомога — 14,0 %.